# Sunbonnet Sue
Sunbonnet Sue ist eine US-amerikanische romantische Musikkomödie von Ralph Murphy aus dem Jahr 1945. In der Hauptrolle agiert Gale Storm neben Phil Regan, George Cleveland, Alan Mowbray, Minna Gombell und Edna M. Holland, die in tragenden Rollen besetzt sind.
Die Originalgeschichte geht zurück auf Paul Gerard Smith und Bradford Ropes und einen Prolog von Sidney Sutherland.

## Handlung
Sue Casey arbeit im New York der 1890er-Jahre im Saloon ihres Vaters Matt in der Bowery-Sektion in der Lower East Side. Ihre Tante Julia Ross, die sich auf der gesellschaftlichen Leiter gerade nach oben befindet, fürchtet um ihren sozialen Status, wenn ihre Freunde erfahren, dass Sue ihre Nichte ist und eine Karriere im Showbusiness anstrebt. Zudem könnten Sues Auftritte dazu führen, dass Freunde von ihr auch etwas über ihren eigenen bescheidenen familiären Hintergrund erfahren würden. Die Situation spitzt sich zu, als Julia, deren Freund Jonathan und ihr Butler Masters, von Flaherty, der rechten Hand von Sues Vater, aus dessen Saloon geworfen werden, nachdem sie den Betrieb gestört und Sue dazu zwingen wollten, die Bowery zu verlassen.
Man steht kurz vor Wahlen, die den Bezirk politisch spalten. Matt Casey und die irischen Einwohner unterstützen Danny Dooley, die italienischen Einwanderer hingegen sind für Pete Milano, während Julia sich für den korrupten Tammany-Hall-Kandidaten Joe Feeney einsetzt, der die Wahl dann auch tatsächlich gewinnt. Folge davon ist, dass die nun zuständigen Stellen Casey die Lizenz entziehen, Alkohol ausschenken zu dürfen und ihm den Saloon schließen. Der örtliche Priester, Pater Hurley, teilt Sue mit, dass der Saloon ihres Vaters wieder geöffnet werden würde, wenn sie sich dazu bereit erkläre, die Bowery zu verlassen und zu Julia in deren Wohnung in der Fifth Avenue zu ziehen. Im Interesse ihres Vaters stimmt Sue dem Vorschlag zu, woraufhin Julia eine Einzugsparty für ihre Nichte veranstaltet. Dort tauchen jedoch Danny Dooley und Sues Vater auf, die Sue zurück in die Bowery holen wollen, was in eine Schlägerei mündet.
Julia ist überzeugt davon, dass ihr Ansehen in der besseren Gesellschaft ein- für allemal irreparabel zerstört ist, zumal Gouverneur Fitzgerald und dessen Frau ihre Gäste sind. Zu ihrer Überraschung muss sie jedoch erfahren, dass Mrs. Fitzgerald eine alte Freundin von Casey und zudem auch in der Bowery aufgewachsen ist. Nun steht einer Rückkehr Sues in ihr Zuhause und zurück zu Danny, den sie liebt, nichts mehr im Wege. Caseys Lizenz ist ebenfalls sicher und Julia behält ihren sozialen Status, der ihr so wichtig ist.

## Produktion

### Produktionsnotizen
Produziert wurde die Scott R. Dunlap Produktion von Monogram Productions Inc. Gedreht wurde im Zeitraum 23. April bis Ende Mai 1945. Laut einer Nachricht in der Fachzeitschrift der Filmindustrie The Hollywood Reporter vom Oktober 1944 sollte die Schauspielerin Elyse Knox ursprünglich die Hauptrolle der Sue Casey spielen.

### Soundtrack
- Sunbonnet Sue, Musik: Gus Edwars, Text: Will D. Cobb
- School Days, Musik: Gus Edwards, Text: Will D. Cobb
- On the Old See-Saw von Gus Edwards
- By the Light of the Silvery Moon, Musik: Gus Edwards, Text: Edward Madden
- Donegal von Steve Graham
- If I Had My Way, Musik: James Kendis, Text: Lou Klein
- Look for the Rainbow von Ralph Murphy und Harold Lewis
- Roll Dem Bones
- The Bowery, Musik: Percy Gaunt, Text: Charles Hale Hoyt
- Yip-I-Addy-I-Ay, Musik: John H. Flynn, Text: Will D. Cobb
- Oh! Eva (Ain’t You Comin’ Out Tonight?), Musik: Harry Warren, Text: Grant Clarke und Edgar Leslie

Musikalisch trugen zum Film neben den Vorgenannten und Edward J. Kay außerdem bei: Charles B. Lawlor, James W. Blake, Robert A. Keiser, Ed Haley und Carson Robison.

### Veröffentlichung
Der Film, dessen Arbeitstitel Belle of the Bowery lautete, wurde in den Vereinigten Staaten am 6. Oktober 1945 uraufgeführt. In Mexiko wurde er am 4. Juli 1946 unter dem Titel Ojos sonrientes veröffentlicht. Veröffentlicht wurde er zudem in Brasilien unter dem Titel Granfinos de Improviso und in der Tschechoslowakei unter dem Titel Newyorkské Predméstí. In Deutschland ist der Film, von dem es auch keine deutsch synchronisierte Fassung gibt, nicht veröffentlicht worden.

## Rezeption

### Kritik
Auf der niederländischen Seite vpro cinema erhielt der Film drei von fünf möglichen Sternen und die Bewertung: Fließband-Musical über die ‚Gay Nineties‘, angeführt von der mitreißenden Gale Storm in der Hauptrolle einer Sängerin im Laden ihres Vaters.
Auf der Seite TV Guide ist die Rede von einer vergnüglichen Farce, die eine Menge musikalischer Nummern bringe, die an die guten alten Zeiten erinnern würden. Im Zuge der seinerzeitigen Umwälzungen in der Branche, hieß es weiter, habe Monogram versucht, sich selbst mit diesem Film aufzuwerten. Das Studio habe großes Talent gezeigt, der Film hätte auch von einem größeren Studio stammen können.
Der Movie & Video Guide nannte den Film ein Billigfilmmusical über die fröhlichen 1890er Jahre, verbessert durch die lebhafte Storm in der Titelrolle.
Für Halliwell’s Film Guide war Sunbonnet Sue ein altmodischer Familienfilm für die Schlichtgestrickten.

### Auszeichnung
Edward J. Kay war mit seiner Musikpartitur für den Film 1946 in der Kategorie „Beste Filmmusik“ für einen Oscar nominiert, den jedoch George E. Stoll für seine Musik zum Musicalfilm Urlaub in Hollywood mit nach Hause nehmen konnte.